# Фёдоровка (Ардатовский район)
Фёдоровка — посёлок в Ардатовском районе Мордовии. Входит в состав Редкодубского сельского поселения.

## История
Основан в 1920-е годы. В 1931 году состоял из 8 дворов, входил в состав Манадышского 1-го сельсовета.

## Население
| 2002 | 2010 |
| ---- | ---- |
| 16   | ↘0   |